# Sawmills (Carolina do Norte)
Sawmills é uma cidade  localizada no estado norte-americano de Carolina do Norte, no Condado de Caldwell.

## Demografia
Segundo o censo norte-americano de 2000, a sua população era de 4921 habitantes.
Em 2006, foi estimada uma população de 4955, um aumento de 34 (0.7%).

## Geografia
De acordo com o United States Census Bureau tem uma área de
16,2 km², dos quais 16,2 km² cobertos por terra e 0,0 km² cobertos por água.

## Localidades na vizinhança
O diagrama seguinte representa as localidades num raio de 12 km ao redor de Sawmills.